# World Baseball Softball Confederation

WBSC-Logo

Die World Baseball Softball Confederation (WBSC) ist ein Zusammenschluss der International Baseball Federation und der International Softball Federation und vertritt nun als Weltverband beide Sportarten, Baseball und Softball. Nach der Bekanntgabe der Fusion am 19. Dezember 2012 wurde am 14. April 2013 eine Kampagne gestartet, um in das olympische Programm 2020 aufgenommen zu werden. Baseball (für Männer) war von 1992 bis 2008 olympisch, Softball (für Frauen) von 1996 bis 2008. Auf einem Vereinigungskongress beider Verbände wurde die Fusion 2014 abgeschlossen.
Auf seiner Sitzung im Mai 2013 in St. Petersburg hat das Exekutiv-Komitee des IOC Baseball/Softball neben Squash und Ringen als eine der möglichen weiteren Sportarten für das Programm 2020 ausgewählt. Die IOC-Vollversammlung entschied am 8. September 2013, die Sportart Ringen im olympischen Programm für 2020 und 2024 zu belassen. Daher blieb Baseball/Softball nicht olympisch.
Am 3. August 2016 beschloss die IOC-Vollversammlung auf seiner 129. Sitzung die Aufnahme von Base- und Softball und vier weiterer Sportarten in das Programm der  Olympischen Spiele 2020 in Tokio. Grundlage hierfür war die im Dezember 2014 beschlossenen Agenda 2020 des IOC, nach der der Gastgeber die Möglichkeit hat, zusätzliche Sportarten zu benennen, die bei den Olympischen Spielen ausgetragen werden sollen. Sitz des WBSC ist das Maison du Sport International in Lausanne.
Unter der WBSC gibt es insgesamt fünf Kontinentalverbände WBSC Africa, WBSC Americas, WBSC Asia, WBSC Europe, WBSC Oceania. Es ist vorgesehen, dass die teils getrennten kontinentalen Verbände für Baseball und Softball sich unter dem Dach der der WBCS-Kontinentalverbände vereinigen, dies setzten als erste Confederation of European Baseball und European Softball Federation 2018 um.